# ひとり狼
『ひとり狼』（ひとりおおかみ）は、1968年4月20日に大映が配給した、池広一夫監督による股旅時代劇映画である。監督を務めた池広一夫は、この作品を『おんな極悪帖』と並ぶ自身の最高傑作であるとしている。

## 配役
- 市川雷蔵 : 追分の伊三蔵
- 長門勇 : 上松の孫八
- 小川眞由美 : 由乃
- 長谷川明男 : 半次
- 斎藤信也 	由之助
- 内田朝雄 : 上田吉馬
- 岩崎加根子 : お沢
- 丹阿弥谷津子 : 秋尾
- 南部彰三 	清滝徳兵衛
- 原聖四郎 	与左衛門
- 伊達三郎 : 多賀忠三郎
- 新田昌玄 : 斉藤逸馬
- 五味龍太郎 : 鬼頭一角
- 遠藤辰雄 : 荒神の岩松
- 浜村純 : 新茶屋の吾六
- 小池朝雄 : 平沢清市郎

## スタッフ
- 監督 : 池広一夫
- 原作 : 村上元三
- 企画 : 辻久一
- 撮影 : 今井ひろし
- 美術 : 太田誠一
- 音楽 : 渡辺岳夫
- 編集 : 菅沼完二
- 脚本 : 直居欽哉

## 倂映作品
- 『怪談雪女郎』: 田中徳三監督